# Gonatotrichus minutus
Gonatotrichus minutus är en mångfotingart som först beskrevs av Carl 1922.  Gonatotrichus minutus ingår i släktet Gonatotrichus och familjen Siphonophoridae. Inga underarter finns listade i Catalogue of Life.